# Arkansas (řeka)
Arkansas (anglicky Arkansas River) je řeka ve státech Arkansas, Colorado, Oklahoma a Kansas v centrální části USA. Je 2410 km dlouhá. Povodí má rozlohu 470 000 km².

## Průběh toku
Pramení ve Skalnatých horách. Na horním toku protéká v úzkých a hlubokých soutěskách (Royal Gorge, Brown's Canyon). Dále pokračuje ze západu na východ přes Velké a Centrální planiny, kde je koryto velmi nestálé a prudce se mění po významných povodních. Je druhým největším pravým přítokem Mississippi po Missouri.

## Vodní režim

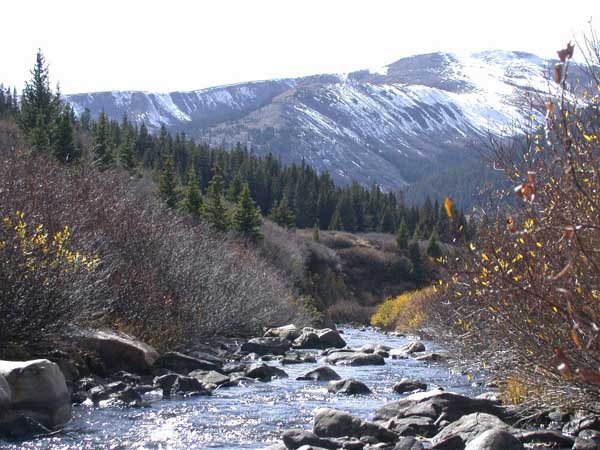
Horní tok řeky Arkansas ve státě Colorado

Střední průtok vody činí přibližně 1800 m³/s. Nejvodnější je na jaře díky tání sněhu a také díky dešťům. V létě dochází k bleskovým povodním. Málo vody má od srpna do prosince, kdy průtok klesá až na minimum 33 m³/s. Na horním toku zamrzá. Kolísání výšky hladiny u Little Rocku dosahuje až 8 m. Při vysokém vodním stavu a povodních zaplavuje rozsáhlá území a na dolním toku se spojuje s ústím řeky White, která ústí do Mississippi o 25 km výše.

## Využití
Vodní doprava je možná v délce 1000 km. Ve velké míře se využívá na zavlažování. Na řece leží města Wichita, Tulsa, Little Rock.